# Лема Цорна
Лема Цорна (лема Куратовського — Цорна, аксіома Цорна) — одне з тверджень теорії множин еквівалентне аксіомі вибору. Названа на честь німецького математика Макса Цорна.
Лема:
Нехай (P,≤) — деяка частково впорядкована множина. Якщо кожна лінійно впорядкована підмножина T має верхню межу, то P має максимальний елемент.

## Еквівалентні твердження
Еквівалентними до леми Цорна є такі твердження:
- Аксіома вибору
- Теорема Цермело
- Принцип максимуму Гаусдорфа

## Застосування
- Теорема Гана — Банаха
- Теорема про існування базису Гамеля.
- Теорема про існування алгебраїчного замикання довільного поля.